# Exechia gracilis
Exechia gracilis är en tvåvingeart som beskrevs av Bukowski 1949. Exechia gracilis ingår i släktet Exechia och familjen svampmyggor. Inga underarter finns listade i Catalogue of Life.